# Castillo de Titaguas
El Castillo de Titaguas es un bien de interés cultural situado en el municipio de su nombre, en la provincia de Valencia. Tiene el código BIC 46.10.241-005 por declaración genérica, al tratarse de un castillo.